# Kempstone
Kempstone is een civil parish in het bestuurlijke gebied Breckland, in het Engelse graafschap Norfolk met 18 inwoners.